# Nagy Csaba (mérnök)
Nagy Csaba (Alsószinevér, 1906. március 1. – ?)  gépész- és elektromérnök, gazdasági-műszaki író.

## Életútja
1939-ben a temesvári műegyetemen szerzett gépész- és elektromérnöki diplomát. Pályáját 1939–1945 között a bukaresti Tehnomediánál kezdte. 1946–1950 között a Szakszervezeti Élet szerkesztője, majd a Román Akadémia Energetikai Intézetének kutatója. Tagja a Studii şi Cercetări de Energetică szerkesztőségi bizottságának.
Tanulmányait a Korunkban közölte.

## Művei
- Iparosítás és energiagazdálkodás (Korunk, 1957/5)
- Energia és szocializmus (Korunk, 1960/4)
- Energiagazdálkodásunk fejlődése (Korunk, 1962/4)
- A Vaskapu-erőműről szóló Kilowattórák milliárdjai (Korunk, 1967/7)